# John Difool
Pour les articles homonymes, voir Difool (homonymie).
John Difool est un personnage de fiction créé par Alejandro Jodorowsky et dessiné par Mœbius dans la série de bande dessinée L'Incal en 1981. Il apparaît dans la préquelle et les suites de cette série.

## Biographie fictive

### Avant l'Incal
John Difool vit une enfance difficile. Les sept premières années de sa vie au secret, sans jamais sortir ou voir le monde extérieur. Il apprendra plus tard que c'était pour le protéger, car les enfants de prostituées sont rachetés par les techno-technos. Et la mère de John est une prostituée toxicomane qui travaille dans l'anneau rouge de la cité-puits de Terre 2014. Le père de John est inventeur. Enfant, il sera élevé par Sofiah.
John, jeune adolescent, gagne sa vie comme rabatteur de touristes. Il fait visiter aux Aristo l'anneau rouge sans omettre de faire un tour par le Dardevil où travaille sa mère. Il a un animal de compagnie : une mouette de béton qu'il sauve de la lapidation et qu'il appellera Deepo.
John « perd » son père à cette époque. Ce dernier crée son ultime invention : une fausse auréole Aristo. Il emmène son fils au niveau 1 et tous deux participent à une fête. L'auréole du père de John est défectueuse et s'éteint. Il est tout de suite arrêté et sa mémoire est effacée.
Le jeune John se sent complètement abandonné et veut se suicider en se jetant dans le puits de la cité. Il en est empêché par le souteneur de sa mère qui le cache au plus bas niveau, où il rencontre Bantiih dont il tombe amoureux. Bantiih est une jeune fille de 14 ans à tête de biche qui vit dans un laboratoire. Elle est destinée à mourir après qu'on lui aura semé une plante, l'amarax, qui pousse uniquement dans leur cœur. Mais leur amour est de courte durée car les bossus du Prèz (police privée du président) font une descente dans le laboratoire. Ils détruisent tout, tuent Bantiih et violent son cadavre. John s'apprête à subir le même sort mais il est sauvé in-extremis par son père, devenu un bossu et dont la mémoire s'efface peu à peu. Son père lui demande de le tuer mais John n'en sera pas capable. L'ancien inventeur est blessé à la jambe et John s'enfuit.
Les jours passent. John survit. Un jour, lors d'une visite du président qui tourne mal à la suite d'un attentat raté, il rencontre Kolbo-5, un ex-roboflic bon pour la casse qui sauve John d'une émasculation par une bande de gouines. Entre Kolbo-5 et John s'établira une relation de maître/élève. Kolbo va même parfois jusqu'à prendre le rôle du père. Grâce aux enseignements de Kolbo, John mûrit et décide de devenir détective privé. Il obtient son accréditation à la suite de la dénonciation de ses quatre comparses avec qui il a l'habitude de traîner. John devient pré-détective de classe R mais est amer et en veut à son mentor.
Sa première mission sera d'amener une Aristo, Louz de Garra, à l'hôpital du Saint-Prez, un hôpital des bas niveaux où finissent tous les contaminés. Cette jeune fille veut s'encanailler. Elle a une apparence repoussante et menace sans cesse Johnny dont elle tombe amoureuse. Mais il s'avère que cette laideur est un holomaquillage qui disparaitra après que John embrasse Louz.
Sa deuxième mission sera d'enquêter sur les enfants de prostituées. Il découvre rapidement que les techno-technos embarquent les prostituées à terme et ces dernières reviennent sans enfant en échange d'une somme d'argent. Mais cette enquête est dangereuse. John, trahi par Louz qui lui fait croire qu'elle l'aime, sera piégé par les aristos qui veulent lui effacer la mémoire. Il sera sauvé par Kolbo, une fois de plus. John continue alors son enquête qui le mène dans le laboratoire de Cocafol Dark qui sert de couverture aux accouchements. Louz, désargentée, viendra prêter main-forte à John dans son enquête. Ils tomberont réellement amoureux mais ils seront finalement arrêtés. Louz fait un mariage forcé pour sauver son père et John aura la mémoire effacée.
John vit alors de Ouisky, d'SPV et d'homéoputes. Louz, qui a rejoint un groupe révolutionnaire, tentera bien de réveiller sa mémoire mais ce sera peine perdue. Elle décide alors de l'oublier. C'est à cette époque qu'Animah, une des gardiennes de l'Incal, se substitue à une homéopute pour coucher avec John. Neuf mois plus tard, Animah mettra au monde Solune qui sera confié au Méta-Baron.

### L'Incal
Dix ans plus tard, John effectue une mission de garde du corps qui tourne mal. Il est poursuivi par Kill et se retrouve dans les égouts. Il y rencontre une créature qui lui confie l'Incal mais des hommes cherchent à s'en emparer. Il est poursuivi par les berg, les mutants, etc. et est précipité dans le puits de la cité où il est sauvé par les roboflics. Il est ensuite conduit au Prez qui, lui aussi, veut l'Incal. Il est enfin capturé par les techno-technos pour les mêmes raisons. Il sera sauvé par Animah à qui il rendra l'Incal.
Abandonné par Animah, il devient la proie du Méta-Baron qui est chargé de le tuer. Ce dernier emmène son cadavre à Tanatah en échange de Solune, son enfant adoptif. Mais John n'est pas mort. Après ce retournement de situation, John accompagne Solune, le Méta-Baron, Deepo, Tanatah et son lieutenant, qui n'est autre que Kill, au fond du lac d'acide de la cité-puits pour retrouver Animah.
Après avoir retrouvé Animah, les sept compagnons partent dans une autre dimension pour rejoindre au cœur d'une forêt de cristal, un temple où il reconstitue l'Incal autour de Solune. John est ensuite investi d'une mission : s'accoupler avec la proto-reine des bergs afin de mettre au monde des milliers de John Difool. Son fils, Solune vainc l'œuf d'ombre des techno-technos et devient le nouveau impérioratriz. Les sept compagnons doivent terminer leur combat contre les ténèbres et John doit de nouveau tout oublier, précipité dans la cité-puits. Sa rencontre avec l'Incal finit comme elle a commencé.

### Après l'Incal/Final Incal
John tombe dans la cité-puits. Il doit se souvenir. Il veut se souvenir. Il est sauvé in extremis par des roboflics mais ces derniers veulent vérifier s'il se souvient. John est sauvé par un insecte géant. Il est confronté à une nouvelle mission : sauver le monde.

## Description

### Physique
John Difool a un physique pour le moins quelconque. Seule sa longue chevelure rousse le démarque de ses contemporains.

### Personnalité
Au début, John est naïf et désabusé. Au fur et à mesure de ses aventures, il va mûrir mais aura toujours des difficultés à assumer ses responsabilités. Il ne veut pas être un héros. Ses actes de bravoures sont motivés par la peur ou par l'amour. 

Son effacement de mémoire, à la fin du cycle "Avant l'Incal", qui supprime "sa mémoire et une partie de son intelligence" (d'après un des scientifiques participants à l'opération), a également un fort impact sur sa personnalité : ainsi, au début de "l'Incal", et sans doute pendant les dix ans qui se sont écoulés entre les deux cycles, John n'est plus qu'un être sans personnalité, qui n'a d'autre préoccupation que de s'occuper des affaires les plus minables de son métier de détective et de passer son temps libre avec des homéoputes (les prostitués artificielles du monde de l'"Incal"). 

Ce nouvel état d'esprit tranche avec l'intelligence, le courage et l'honnêteté dont il a occasionnellement pu faire preuve lors de ses aventures dans le cycle "Avant l'Incal".

## Œuvres où le personnage apparaît

### Avant l'Incal
1. Avant L'Incal (retitré Adieu le père) (Zoran Janjetov, Alejandro Jodorowsky, 1988)
2. Detective privé de classe "R" (Zoran Janjetov, Alejandro Jodorowsky, 1990)
3. Croot (Zoran Janjetov, Alejandro Jodorowsky, 1991)
4. Anarcho psychotiques (Zoran Janjetov, Alejandro Jodorowsky, 1992)
5. Ouisky, SPV, et homéoputes (Zoran Janjetov, Alejandro Jodorowsky, 1993)
6. Suicide allée (Zoran Janjetov, Alejandro Jodorowsky, 1995)

### L'Incal
1. L'Incal noir (Alejandro Jodorowsky, Moebius, 1981)
2. L'Incal Lumière (Alejandro Jodorowsky, Moebius, 1982)
3. Ce qui est en bas (Alejandro Jodorowsky, Moebius, 1983)
4. Ce qui est en haut (Alejandro Jodorowsky, Moebius, 1985)
5. La Cinquième essence 1 - Galaxie qui songe (Alejandro Jodorowsky, Moebius, 1988)
6. La Cinquième essence 2- La Planète Difool (Alejandro Jodorowsky, Moebius, 1988)

### Après l'Incal
1. Le Nouveau rêve (Alejandro Jodorowsky, Moebius, 2000)
2. final incal (Alejandro Jodorowsky, José Ladrönn, 2011)
3. Gorgo le sale (Alejandro Jodorowsky, José Ladrönn, 2014)

### Final Incal
1. Les Quatre John Difool (Alejandro Jodorowsky, José Ladrönn, 2008)
2. Louz de Garra (Alejandro Jodorowsky, José Ladrönn, 2011)
3. Gorgo le sale (Alejandro Jodorowsky, José Ladrönn, 2014)